# Карасу (Павлодарская область)
Карасу (каз. Қарасу) — село в Актогайском районе Павлодарской области Казахстана. Входит в состав Жалаулинского сельского округа. Код КАТО — 553239300.

## Население
В 1999 году население села составляло 191 человек (99 мужчин и 92 женщины). По данным переписи 2009 года, в селе проживало 131 человек (62 мужчины и 69 женщин).